# Indépendance professionnelle
L'indépendance professionnelle est le positionnement de non-subordination d'un professionnel par rapport à toute autorité qui lui confierait une mission.

## Principe général
En théorie, les professionnels libéraux sont indépendants de toute autorité. Dans la pratique, ce n'est pas toujours le cas. Les organisations libérales ont des systèmes hiérarchiques. Néanmoins, un indépendant est par principe en dehors des relations de subordination, notamment dans ses interventions.

## En médiation
Un médiateur est indépendant relativement à toute autorité. Il n'est pas un exécuteur d'ordre. Sa mission ne l'astreint pas à devoir rendre des comptes sur le déroulement de sa mission. 
En médiation ordonnée (médiation judiciaire), le médiateur informe le juge sur l'aboutissement de sa mission, en n'indiquant que si elle a réussi ou non. Il n'informe le juge de rien d'autre.
Le Code d'Éthique et de Déontologie des Médiateurs de la Chambre syndicale de la Médiation est un engagement du médiateur à respecter le positionnement d'indépendance.

## Freelance
Un freelance a un statut d'indépendant, c'est-à-dire qu'il n'a pas de statut salarié d'un même employeur et qu'il prend des missions où il se retrouve, pendant la durée de sa mission, en lien de subordination. 
Voir l'article Freelance.
La progression spectaculaire du nombre de freelances dans les sociétés occidentales depuis le milieu des années 2000 et les transformations que cela entraîne sur le marché du travail en font un phénomène de société très souvent couvert par les médias,,,,.

## En entreprise
Une société est dite indépendante lorsque ses dirigeants gardent le contrôle de sa gestion. Fiscalement, elle n'est pas considérée comme affiliée à un groupe d'entreprises tant que la part de son capital détenue par des personnes extérieures aux dirigeants reste inférieure à 33 %.